# Philippe Buache
Philippe Buache de Verpont (Parigi, 7 febbraio 1700 – Parigi, 24 gennaio 1773) è stato un geografo e cartografo francese, membro dell'Accademia delle scienze.

## Biografia
Figlio d'un fabbro, Philippe Buache fu un eccellente disegnatore, tanto che fu notato dall'ingegnere Robert Pitrou, futuro costruttore del ponte di Blois. Pitrou gli insegnò la matematica e sviluppò il suo gusto per il lavoro grafico.
Privato dell'insegnamento di Pitrou, Philippe si unì ad altri giovani nel 1716 per continuare gli studi, poi si formò come architetto e vinse il premio dell'Accademia reale d'architettura (precursore del Prix de Rome) nel 1721. Soggiorna solamente un anno presso l'Accademia di Francia a Roma.
Ricevette anche una formazione dal geografo Guillaume Delisle. Il re aveva appena creato il Dépôt des plans a Parigi, che affidò al Cavaliere di Luynes. Quest'ultimo aveva bisogno di un vice che mettesse ordine il materiale contenuto, risolvesse le contraddizioni delle informazioni valutando il grado di fiducia che si poteva riporre in esse e costruisse le carte nautiche sulla cui precisione si poteva fare affidamento. Guillaume Delisle gli presentò allora Philippe Buache quando quest'ultimo aveva appena 21 anni. Philippe Buache rimase al Dépôt des cartes per 17 anni. In tutta la sua vita ha redatto più di 1.500 mappe con l'aiuto di Delisle.
Quando Delisle morì nel 1726, suo fratello Joseph-Nicolas Delisle, che gli aveva dato lezioni di astronomia, voleva attirare Philippe Buache in Russia. A tal fine, inviò una lettera al conte d'Ons-en-Bray, che la trasmise all'Accademia reale delle Scienze. Sebbene questo accresca la stima dell'Accademia nei confronti del cartografo, essa gli rifiuta comunque un posto nei suoi ranghi. Nonostante la sua misera pensione di 800 livres, Philippe Buache rifiutò l'offerta di trasferirsi in Russia. Voleva mettere ordine nella grande collezione di memorie e ricerche che Delisle aveva lasciato alla sua morte. Con la vedova di quest'ultimo, presentò al re diverse mappe manoscritte, tra cui una mappa marina del mondo e una mappa della Terra Santa, e mappe pubblicate che Delisle non era stato in grado di completare, come la mappa dell'Africa francese o del Senegal, e una mappa dell'Impero di Assiria allegata a una memoria di Nicolas Fréret pubblicata in una raccolta dell'Académie royale des inscriptions et belles-lettres.
Nel 1729 venne nominato geografo del Re al posto del deceduto Giacomo Filippo Maraldi. Fu nominato geografo aggiunto dell'Accademia reale delle scienze il 10 giugno 1730, primo titolare di tale incarico, creato per lui dal re il 22 maggio 1730. In tale periodo, la vedova Delisle accettò di dargli in sposa la sua unica figlia. Sempre nel 1730 presenta all'accademia una carta del Golfo del Messico e delle Americhe con diverse correzioni.

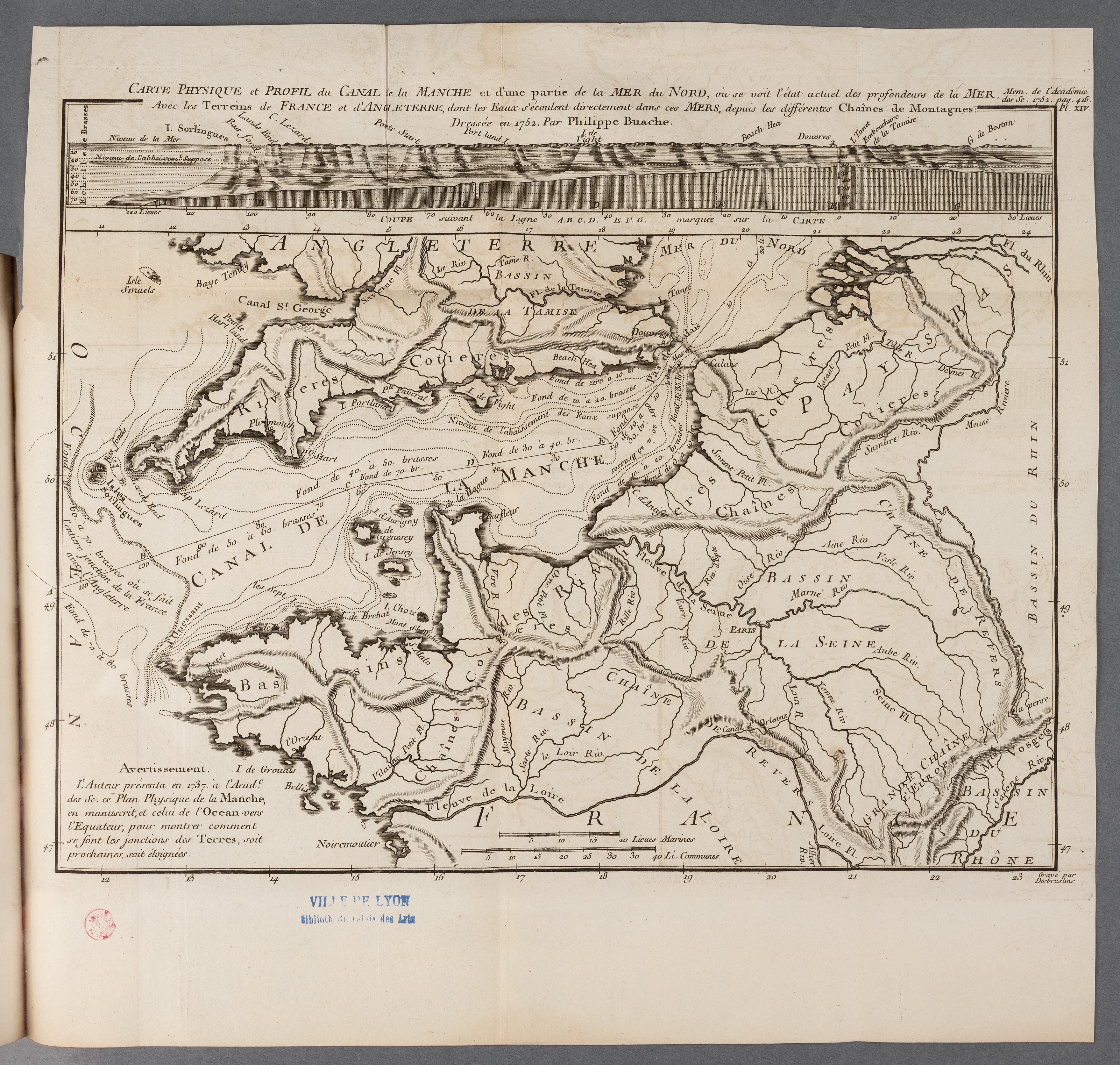
Philippe Buache, Carta fisica e profilo della Manica e di parte del Mare del Nord nelle memorie dell'Accademia delle Scienze, 1752 (ampliata nel 1756).

Buache sospettava che l'Inghilterra non fosse sempre stata un'isola e che lo stretto di Dover potesse essere un istmo. Egli effettuò dei rilievi sul fondo della Manica, che gli permisero di redigere la prima carta batimetrica, la Carte physique et profil du canal de la Manche et d'une partie de la mer du Nord où se voit l'état actuel des profondeurs de la Mer, presentata manoscritta all'Académie royale des sciences nel 1737 e pubblicata nel 1751.
Nel 1739, notò la scoperta da parte di Jean Baptiste Charles Bouvet de Lozier di Capo della Circoncisione sull'Isola Bouvet, che non riuscì a raggiungere a causa di blocchi di ghiaccio galleggianti. Ne dedusse che nelle vicinanze doveva esserci una terra importante. La sua ricerca di una terra australe portò alla scoperta delle Isole Kerguelen nel 1772. Credeva nell'esistenza di un continente australe, opinione che le scoperte successive confermarono in parte.
Nel 1740 pubblicò una mappa che elencava i luoghi in cui erano state osservate differenze nella lunghezza del pendolo in secondi, con una tabella dell'aumento della gravità dall'Equatore ai poli secondo Newton, Bradley e Maupertuis.

L'anno successivo elaborò due piani idrografici di Parigi, con una sezione trasversale del terreno tra l'Osservatorio e la Porta Saint-Martin. Tracciando i pozzi e le loro profondità, dimostrò che erano alimentati da una falda acquifera che scendeva dal terreno verso la Senna e che doveva ritirarsi quando il livello del fiume saliva.

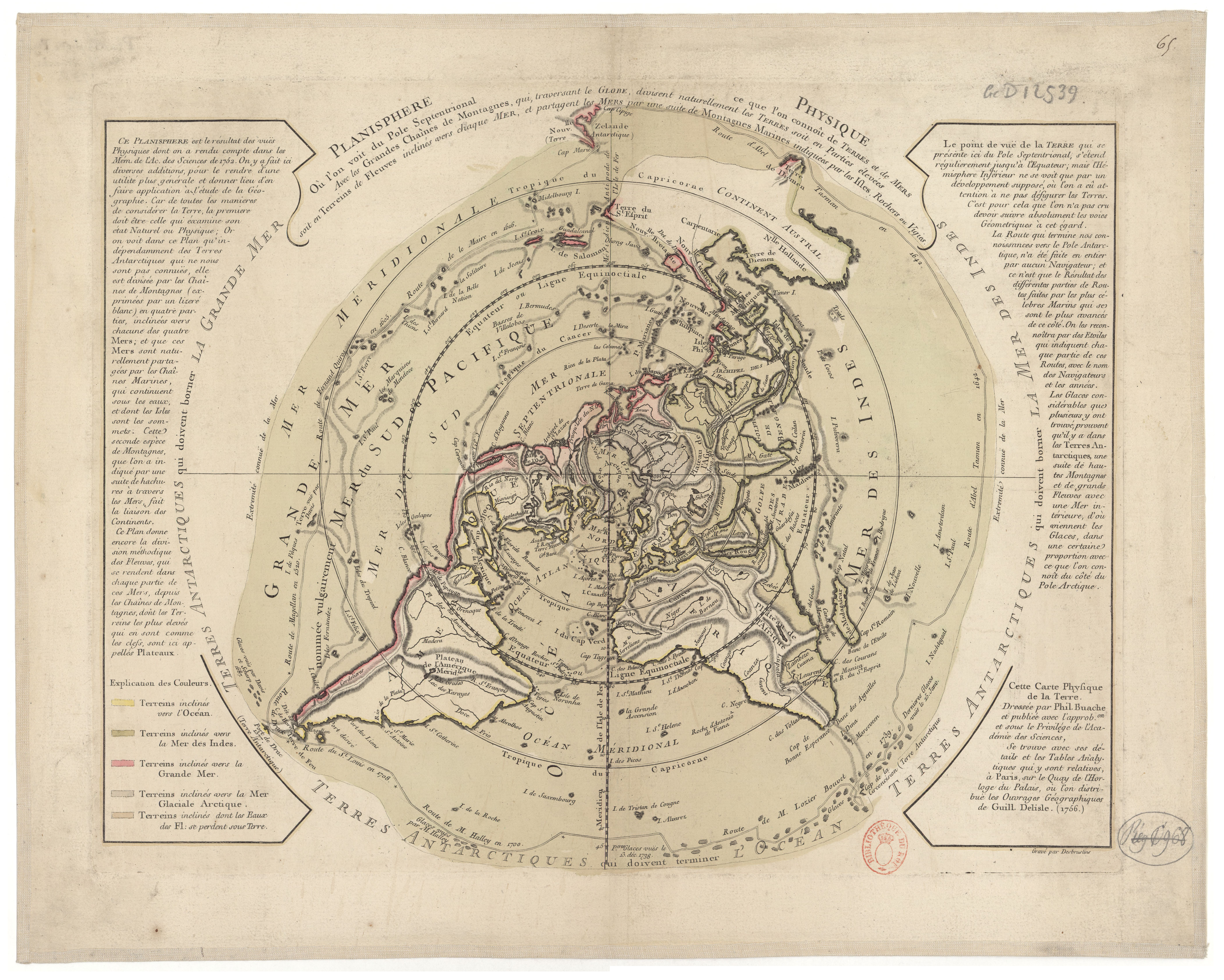
Planisfero fisico presentato alla Reale Accademia delle Scienze nel 1752 e ampliato nel 1756.

Nel 1745 diede uno schizzo di un lavoro che stava meditando sulla struttura del globo terrestre e sulla disposizione delle montagne. L'opera era accompagnata da una carta dell'Oceano Atlantico tra l'Africa e l'America, con una sezione trasversale dell'oceano e le profondità misurate dalle sonde dei navigatori.
Nel 1752 presentò una memoria intitolata Saggio di geografia fisica sulla struttura del globo terrestre con le catene montuose che attraversano i mari e le terre emerse e considerazioni sui diversi bacini marini. Egli stabilì la divisione del globo in bacini di fiumi e mari, ciascuno subordinato all'altro. Questa memoria fu accolta favorevolmente dall'Accademia di Scienze: “Questo modo di considerare il nostro globo apre una nuova carriera alla geografia. È forse più interessante conoscere la direzione di queste catene montuose... che riconoscere gli antichi confini di un Paese o di un impero che non esiste più”... “Questo sistema, così coerente con le opinioni della fisica, è diventato in qualche modo profetico nelle mani di Monsieur Buache".
Nel 1751, insieme a Guettard, assistette agli esperimenti di Bertier all'Oratoire sull'attrazione e la repulsione dei corpi l'uno verso l'altro, senza essere prima elettrizzati; e consigliò a Bertier di presentare aghi di materiali diversi sospesi in cloche di vetro con un rotolo di carta acceso. Gli aghi si orientarono immediatamente verso la fiamma.
Nel 1754 pubblica un Atlante fisico ed in seguito al terremoto di Lisbona del 1755, presentò all'Académie un rapporto sui terremoti, insieme a un planisfero (andato perduto) su cui tracciò 612 località colpite da scosse telluriche. Classificò i terremoti in tre categorie in base alla loro intensità e li mise in relazione con le coste e le catene montuose.
Come geografo assistette anche Choiseul nello stabilire i diritti della Francia sulla costa della Guiana, dopo la perdita del Canada nel 1763. La geografia fu così messa al servizio della diplomazia.
L'insegnamento della geografia ai delfini era stato trattato in modo subordinato per i figli di Luigi XIV; dal 1755, Philippe Buache istituì questo insegnamento per i futuri Luigi XVI, Luigi XVIII e Carlo X.
Era zio di Jean-Nicolas Buache (1741-1825), anch'egli geografo reale.

Tavole delle alluvioni di Parigi del 1740 ed Esposizione d'un piano idrografico della città di Parigi
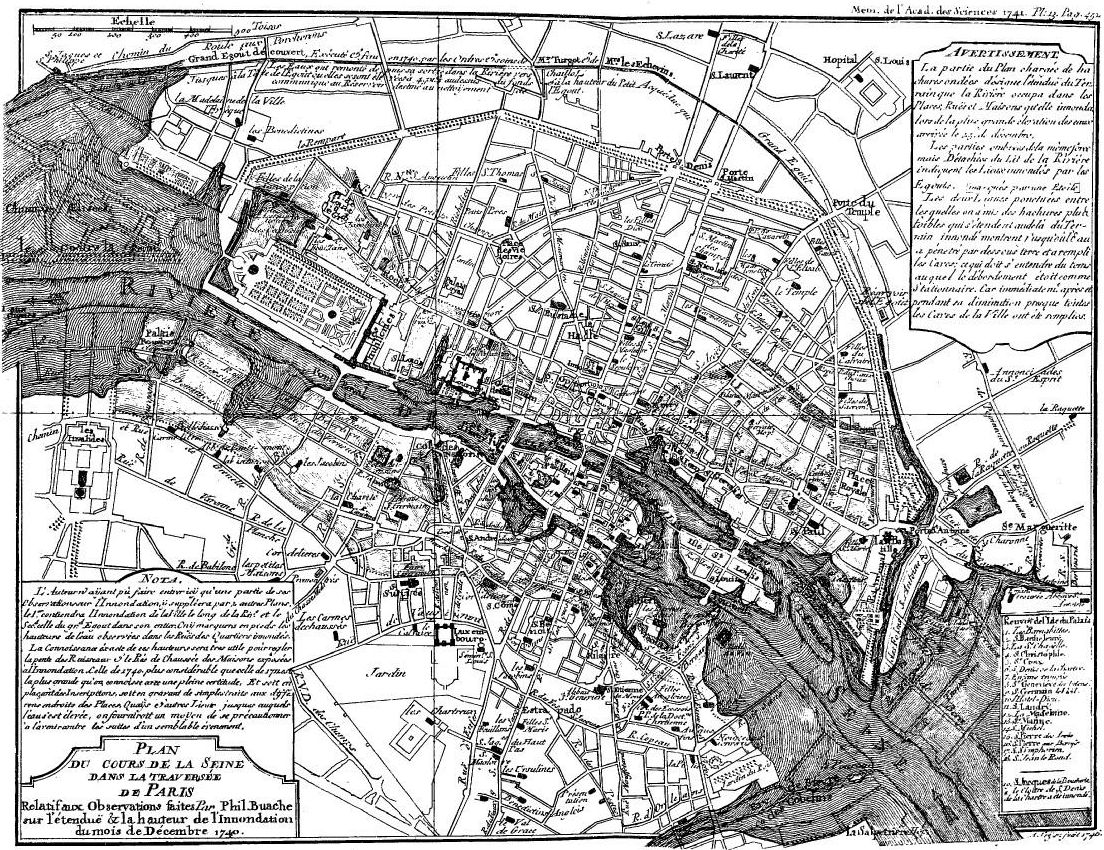
Pianta del corso della Senna che attraversa Parigi... portata e altezza dell'inondazione del dicembre 1740 (1741)
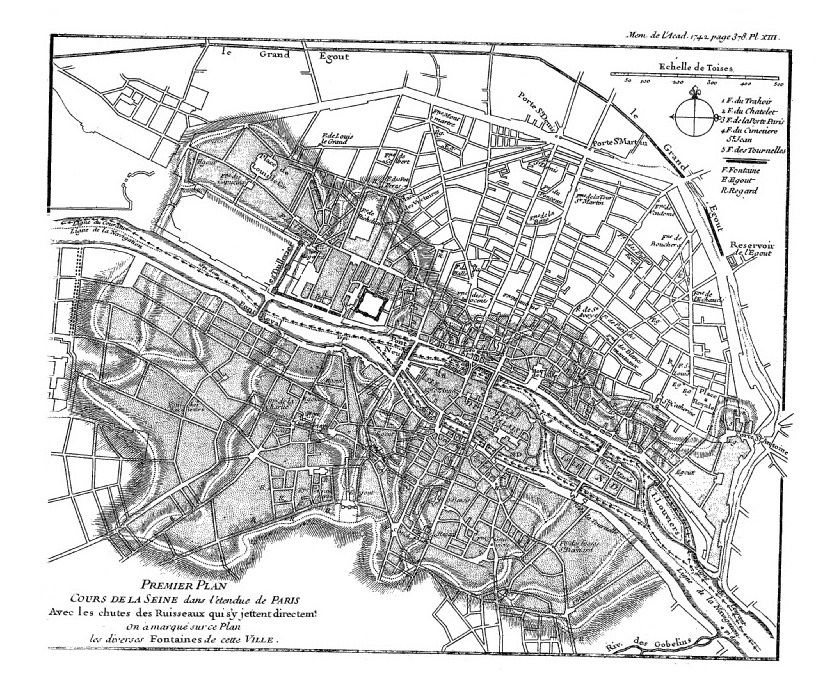
Primo piano: Corso della Senna nel territorio di Parigi con le cascate dei torrenti che vi sfociano direttamente. Si è segnato su questa pianta le varie fontane di questa città (1742)
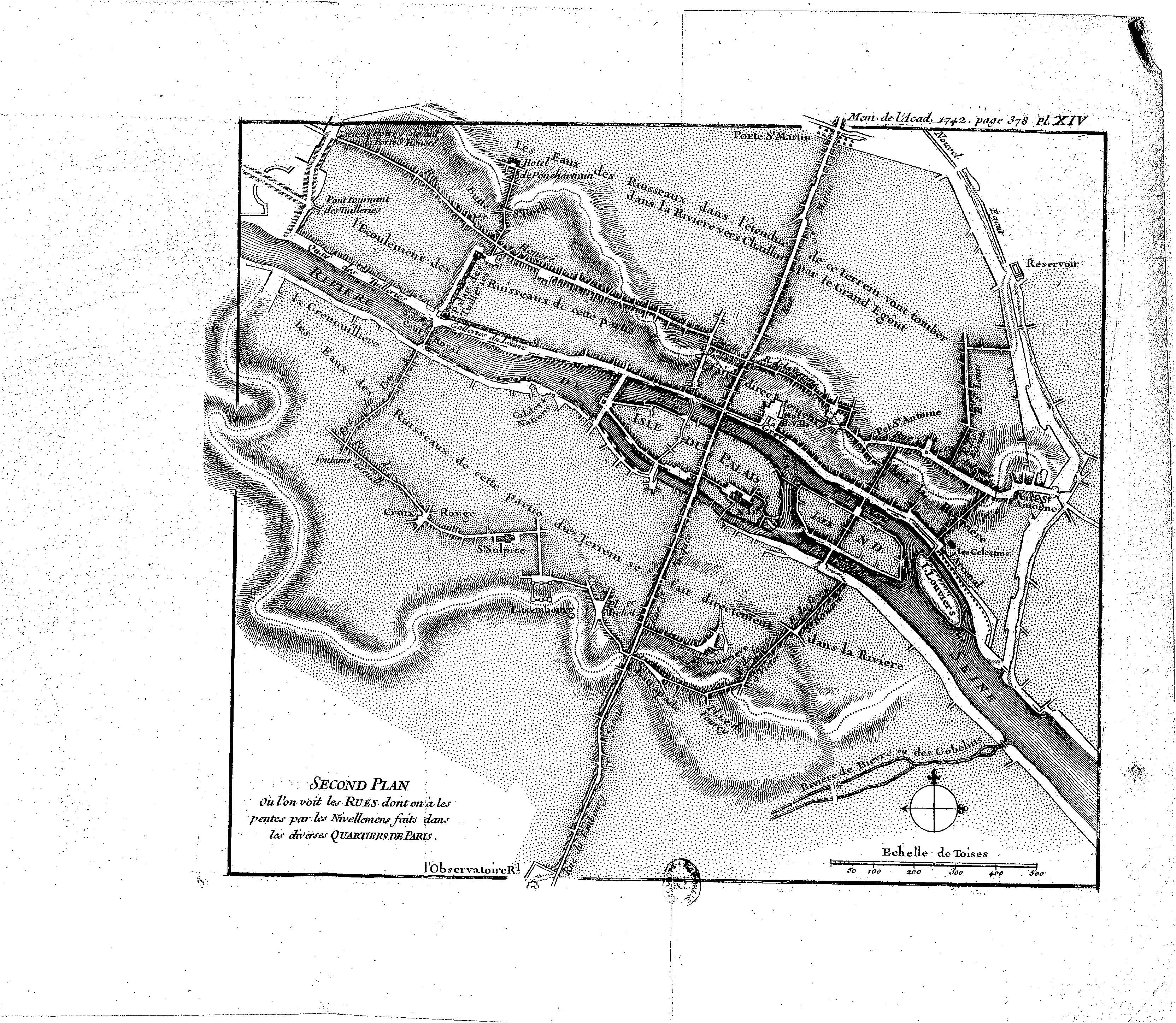
Secondo piano: si vedono le strade le cui pendenze si devono ai livellamenti effettuati nei vari quartieri della città (1742).
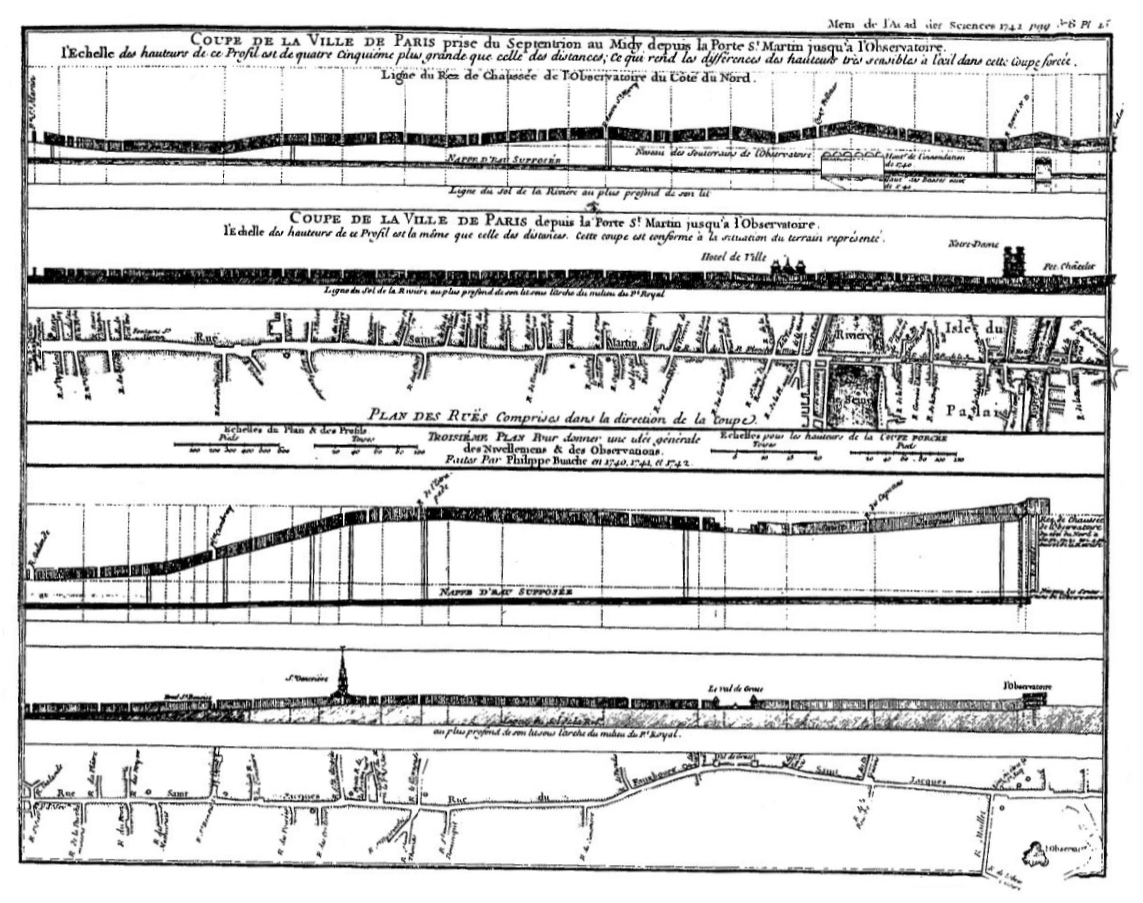
(Terza tavola) Sezione della città di Parigi presa dal Settentrione al Mezzogiorno dalla Porta Saint Martin all'Osservatorio. Il titolo della terza tavola dell'Esposizione d'un piano idrografico della città di Parigi si completa con: la scala delle altezze in questo profilo è di quattro quinti superiore a quella delle distanze, il che rende le differenze di altezza molto evidenti all'occhio in questa sezione forzata. (1742)